# Nasco di Cagliari
Le Nasco di Cagliari est un vin DOC produit dans les provinces de Cagliari et Oristano à partir du cépage Nasco.

## Caractéristiques organoleptiques
- Robe : du jaune paille au jaune doré.
- Bouquet : nez délicat aux arômes de fleurs sucrées.
- Gout : agréable, pointe légèrement amère, ambré.

## Plats conseillés
Servi frais en apéritif ou en dessert, il se marie bien à des cubes de pastèque ou de melon.

## Production
Province, saison, volume en hectolitres
- Cagliari  (1990/91)  248,86
- Cagliari  (1991/92)  176,33
- Cagliari  (1992/93)  403,83
- Cagliari  (1993/94)  538,38
- Cagliari  (1994/95)  292,88
- Cagliari  (1995/96)  179,25
- Cagliari  (1996/97)  194,37